# Hambleton (Virginie-Occidentale)
Pour les articles homonymes, voir Hambleton.
Hambleton est une ville américaine située dans le comté de Tucker en Virginie-Occidentale.
Selon le recensement de 2010, Hambleton compte 232 habitants. La municipalité s'étend sur 0,16 milles carrés (0,41 km2), dont 0,12 milles carrés (0,31 km2) de terres.
La ville est fondée en 1889. D'abord appelée Hulings, elle est renommée Hambleton par le sénateur Stephen B. Elkins, en l'honneur d'un actionnaire de la West Virginia Central Railroad,. Hambleton devient une municipalité en 1905.